# Daniel (Nushiro)
Daniel (nascido: Judas Ikuo Yoshihara, em japonês:  イウダ吉原郁夫, em russo:  Иуда Икуо Ёсихара, Toyohashi, 5 de setembro de 1938 – Tóquio, 10 de agosto de 2023) foi um bispo ortodoxo japonês, Arcebispo de Tóquio, Metropolita de Todo Japão, Primaz da Igreja Ortodoxa Japonesa autônoma, desde 2000 até seu falecimento.

## Morte
Daniel, morreu no dia 10 de agosto de 2023, aos 84 anos.